# Irina Anatoljewna Malgina
Irina Anatoljewna Malgina, geborene Djatschkowa (russisch Ирина Анатольевна Мальгина geb. Дьячкова, wiss. Transliteration Irina Anatol'evna Mal'gina geb. D'jačkova; * 8. Juni 1973 in Murmansk) ist eine ehemalige russische Biathletin.
Irina Malgina begann 1991 in ihrer Heimat mit dem Biathlon-Sport, bis zu ihrer Heirat 1999 startete sie unter ihrem Geburtsnamen Irina Djatschkowa. Mit Beginn der Saison 1997 wechselte sie nach Chanty-Mansijsk. Sie debütierte im Weltcup auf der ersten Station der Saison 2001/02 in Hochfilzen. Schon in diesem Winter erreichte sie erstmals einen Platz unter den Top 10 (Platz 5 in Antholz) und wurde zum Ende der Saison gute 26. im Gesamtweltcup. Obwohl sie noch mehrfach Top-Ten-Platzierungen erreichte, blieb es für lange Zeit ihre beste Platzierung. Erst beim ersten Rennen der Saison 2006/07, dem Einzel in Östersund, konnte sie mit dem Sieg ihren größten Erfolg im Weltcup feiern. Trotz dieses Erfolges verlief die restliche Saison durchwachsen (Gesamtweltcuprang 33). Da zur anschließenden Saison mehrere andere russische Läuferin nach längeren Pausen wieder ins Weltcupteam aufrückten, wurde Malgina für dieses nicht mehr berücksichtigt und beendete ihre Karriere.
2006 wurde sie zusammen mit Sergei Tschepikow, Nikolai Kruglow und Anna Bogali-Titowez in der Mixed-Staffel Weltmeisterin. Hinzu kommen sechs Titel bei den Europameisterschaften von 1998 bis 2006, davon viermal mit der Staffel. Viermal gewann sie dazu noch Silber, dreimal Bronze. Damit ist sie erfolgreichste Frau und zweiterfolgreichste Teilnehmerin überhaupt bei Europameisterschaften insgesamt. Malgina entschied erneut die Gesamtwertung des Europacups 2003/04 und 2004/05 für sich, nachdem sie diese schon 1995/96 zum ersten Mal gewonnen hatte. 1996 und 1999 wurde sie zudem russische Meisterin.
In Murmansk wurde Malgina von 1990 bis 1995 am Staatlichen Pädagogischen Institut zur Lehrerin ausgebildet. Wie ihr Mann Wiktor Malgin lebt und arbeitet sie seit 2008 in Chanty-Mansijsk als Biathlontrainerin im Juniorenbereich, sie betreute unter anderem Jelena Ankudinowa.

## Biathlon-Weltcup-Platzierungen
Die Tabelle zeigt alle Platzierungen (je nach Austragungsjahr einschließlich Olympische Spiele und Weltmeisterschaften).
- 1.–3. Platz: Anzahl der Podiumsplatzierungen
- Top 10: Anzahl der Platzierungen unter den ersten zehn (einschließlich Podium)
- Punkteränge: Anzahl der Platzierungen innerhalb der Punkteränge (einschließlich Podium und Top 10)
- Starts: Anzahl gelaufener Rennen in der jeweiligen Disziplin

| Platzierung                    | Einzel | Sprint | Verfolgung | Massenstart | Staffel | Gesamt |
| ------------------------------ | ------ | ------ | ---------- | ----------- | ------- | ------ |
| 1. Platz                       | 1      |        |            |             | 4       | 5      |
| 2. Platz                       |        |        |            |             | 1       | 1      |
| 3. Platz                       |        |        |            |             |         |        |
| Top 10                         | 1      | 2      | 4          | 1           | 9       | 17     |
| Punkteränge                    | 4      | 8      | 11         | 5           | 9       | 37     |
| Starts                         | 10     | 22     | 17         | 5           | 9       | 63     |
| Stand: eventuell unvollständig |        |        |            |             |         |        |